# ادموند هانسن (دوچرخه‌سوار)
ادموند هانسن (دانمارکی: Edmund Hansen; ۹ سپتامبر ۱۹۰۰ – ۲۶ مهٔ ۱۹۹۵) دوچرخه‌سوار اهل دانمارک بود.